# Praenomen
Praenomen (pl.: praenomina) var et fornavn valgt af forældrene til et romersk barn. Dette blev først skænket dies lustricus (dagen for lustration), som pågik på den ottende dag efter en piges fødsel eller den niende dag efter en drengs fødsel. Praenomen blev så formelt overdraget en anden gang, når piger giftede sig, eller når drenge påtog sig toga virilis (almindelige toga for voksne, som drenge påtog sig, når de blev mandelige). Selvom det var den ældste af de tria nomina (de to andre værende nomen og cognomen), der almindeligvis blev brugt i romerske navnekonventioner i den sene republik, var de fleste praenomina så almindelige, at de fleste mennesker kun blev kaldt med deres praenomina af familie eller nære venner. Af denne årsag – til trods for at de fortsatte med at blive brugt – forsvandt praenomina gradvist fra offentlige registre under kejsertiden. Selvom både mænd og kvinder modtog praenomina, blev kvinders praenomina ofte ignoreret, og de blev derfor gradvist droppet og udfaset af mange romerske familier – selvom de fortsatte med at blive brugt i nogle familier og på landet.

## Eksempler på praenomen
- Marcus Tullius Cicero
- Gaius Julius Cæsar
- Quintus Horatius Flaccus